# Patrick Dils
Cet article possède un paronyme, voir Patrick Mills.
Patrick Dils, né le 30 juin 1970 à Montigny-lès-Metz en Moselle, est une victime française d'erreur judiciaire. À 16 ans, le 30 avril 1987, il a été inculpé des meurtres de deux garçons en Moselle, à Montigny-lès-Metz. Le 27 janvier 1989, il a été condamné  à la réclusion criminelle à perpétuité pour meurtre.
À l'issue de la procédure en révision, son innocence est reconnue par une cour d'assises le 24 avril 2002. Il aura passé treize ans et trois mois en prison, victime d'une erreur judiciaire pour laquelle l'État français lui a versé plus d'un million d'euros (dont 700 000 euros d'indemnisation due aux anciens détenus innocentés). C'est l'une des plus graves erreurs judiciaires reconnues en France, et c'est la première concernant un mineur condamné pour meurtre à la prison à perpétuité.

## Déroulement de l'enquête

### Les faits
Le 28 septembre 1986 en fin d'après-midi, deux enfants, Cyril Beining et Alexandre Beckrich, nés en 1978, enfourchent leurs vélos pour aller jouer sur le talus des voies SNCF qui surplombent la rue Venizelos, à quelques dizaines de mètres de leurs domiciles de Montigny-lès-Metz. Vers 18 h 30, inquiets de ne pas les voir rentrer, leurs parents partent à leur recherche. Lorsque la nuit tombe à 19 h 10, ils alertent le brigadier de permanence au commissariat de Metz, Roland Hupp. Vingt minutes plus tard, ce dernier retrouve les deux garçons morts, tués à coups de pierres, sur le ballast le long d'une voie de garage de la SNCF,.

### Plusieurs suspects
Patrick Dils, alors apprenti cuisinier et âgé de 16 ans, est interrogé, car il habite la même rue qu'eux et un signalement par une personne jugée digne de foi le désigne à l'attention du chef d'enquête, l'inspecteur Bernard Varlet de la Police judiciaire de Metz. Son emploi du temps ne correspondant pas à l'heure du crime indiquée par le médecin légiste, il est relâché. Il sera réentendu au mois de décembre, sans plus de succès.
Sept mois s'écoulent entre les meurtres et l'arrestation de Patrick Dils. Au total, les enquêteurs ont en effet obtenu des aveux circonstanciés de trois personnes différentes mais au profil similaire : célibataires, vivant chez leurs parents et d'un niveau d'instruction équivalent (Dils est apprenti pâtissier, les deux autres sont manutentionnaires).
Le premier suspect a avoué, le 10 décembre 1986, travailler à cent mètres de l'endroit du meurtre. D'après le compte rendu de son audition, il décrit de manière exacte le vélo et la tenue vestimentaire des enfants. Mais le responsable de l'enquête, Bernard Varlet, le disculpe : lors d'une reconstitution, il ne serait pas parvenu à grimper le talus de la scène du crime, tandis que les policiers commencent à douter de ses aveux.
Le 12 février 1987, les enquêteurs mettent la main sur un nouveau suspect, à travers une affaire d'outrage public à la pudeur. Mais après avoir avoué, il est finalement disculpé du fait des incohérences de son témoignage,.
Dils est le dernier suspect qui reste aux enquêteurs.
Le 28 avril 1987, à la suite d'un nouveau témoignage remettant en cause l'heure du crime que le médecin légiste avait indiquée, il est interpellé à la sortie de son travail dans un restaurant de Montigny-lès-Metz où il est en apprentissage. Après trente-six heures de garde à vue, il finit par avouer avoir commis ces meurtres et déclare qu'il ne sait pas pourquoi il a tué ces enfants. Ses aveux sont extrêmement circonstanciés, ce qu'il expliquera durant la procédure en révision en invoquant les questions orientées des enquêteurs et le fait que nombre d'éléments matériels étaient affichés dans le local où se déroulaient les interrogatoires.
Le 30 avril 1987, il est inculpé d'homicides volontaires et écroué à la maison d'arrêt de Metz-Queuleu. Dès son premier entretien avec son avocat, Me Bertrand Becker, il lui dit qu'il est innocent. Le 7 mai, la juge d'instruction organise une reconstitution au cours de laquelle Patrick Dils admet toujours le crime, et refait les gestes qu'il dit avoir posés. Mais il situe la scène à plus de 40 mètres de l'endroit où les meurtres ont réellement eu lieu. Après la reconstitution, dans l'après-midi, au cabinet de la juge d'instruction, il identifie correctement les trois pierres utilisées comme armes du crime parmi les quatre qui lui sont présentées, ce qui convainc définitivement la magistrate de sa culpabilité. Patrick Dils est mis en accusation devant la cour d'assises par la Chambre d'accusation.
Cependant, le 30 mai, Patrick Dils écrit une lettre à son avocat, qui la transmet à la magistrate instructrice, dans laquelle il rétracte entièrement ses aveux. Selon l'émission Faites entrer l'accusé sur France 2 en mai 2007, le premier procès en fin janvier 1989 se déroule dans des conditions difficiles pour la défense : Patrick Dils s'exprime peu, effrayé et intimidé par la cour d'assises. Il est de plus victime d'une rage de dents durant tout le procès.
Le 27 janvier 1989, il est condamné à la réclusion criminelle à perpétuité par la cour d'assises des mineurs de la Moselle. Le fait qu'il soit mineur n'a pas été pris en compte. Or l'excuse de minorité, posée systématiquement aux jurés, aurait permis de diviser la durée de la peine par deux (loi actuelle).
À l'époque, l'excuse de la minorité aurait réduit la peine à un maximum de 25 ans. Pour la première fois depuis avril 1987, ses parents sont autorisés à le voir cinq minutes dans un corridor bouclé par les gendarmes[réf. souhaitée]. En effet, la juge d'instruction, Mireille Maubert, refusera pendant seize mois d'accorder un permis de visite à ses deux parents parce qu'elle les soupçonne d'avoir couvert les agissements de leur fils.
Les parents des victimes disent qu'ils auraient souhaité pour Patrick Dils la peine de mort (abolie en France pour les mineurs en 1980, puis complètement en 1981). Patrick Dils se pourvoit en cassation mais la Cour de cassation rejette ce pourvoi le 10 janvier 1990.

## Une erreur judiciaire

### Requêtes en révision infructueuses
Le 26 juillet 1990, ses avocats déposent une première demande en révision auprès de la Cour de cassation, demande rejetée faute d'élément nouveau.
Le 6 mai 1994, Patrick Dils demande la grâce présidentielle à François Mitterrand, qui la lui refuse le 17 juin suivant, assurant par écrit à la famille des victimes qu'il n'accorderait jamais sa grâce à un meurtrier d'enfants. Le 28 novembre 1994, la Cour de cassation rejette une deuxième demande de révision déposée par l'avocat de Patrick Dils.

### De nouveaux faits

#### Témoignage de Francis Heaulme
Le 24 octobre 1997, l'adjudant-chef de gendarmerie Jean-François Abgrall, de la section de recherches de la gendarmerie de Rennes, spécialiste des dossiers dans lesquels le « tueur en série » (expression parfois controversée dans ce cas précis) Francis Heaulme est condamné, mis en examen ou suspect, transmet à la justice un document dans lequel il rend compte d'un entretien qu'il a eu en 1992 à la maison d'arrêt de Brest avec Heaulme, condamné pour trois homicides et mis en examen pour six autres[réf. souhaitée]. Dans ce procès-verbal, le gendarme écrit : « Francis Heaulme nous a tenu les propos suivants, disant avoir effectué une promenade à vélo le long d'une voie de chemin de fer dans l'est de la France, avoir reçu des pierres jetées par deux enfants, être parti, puis repassé sur les lieux quelques minutes plus tard, où il aurait vu les corps de deux enfants près de wagons non loin de poubelles et d'un pont, avoir vu sur les lieux des pompiers et des policiers. »
Le gendarme avait aussitôt procédé à des recherches sur les doubles crimes d'enfants non élucidés. Mais il n'en trouve aucune trace à cette époque (1992), car Patrick Dils était déjà condamné et le double meurtre qu'il aurait commis  avait donc été supprimé des bases de données, puisqu'il semblait élucidé.
En 1998, les parents de Patrick Dils, qui croient toujours à l'innocence de leur fils, demandent à deux avocats parisiens, maîtres Jean-Marc Florand et Karim Achoui, de réétudier le dossier. S'intéressant à Francis Heaulme, ils envoient un courrier à la gendarmerie de Rennes[réf. souhaitée]. Le gendarme Abgrall décide alors de rédiger son procès-verbal de renseignement judiciaire et, le 24 mars 1998, maître Jean-Marc Florand dépose une nouvelle requête en révision, après avoir appris que le tueur en série Francis Heaulme était à proximité de la scène de ce double crime à la date où il avait eu lieu[réf. souhaitée].
Le magistrat Jean Favard, délégué par la Cour de cassation, commence ses investigations à partir d'un procès-verbal de renseignement judiciaire. Rendant visite à Francis Heaulme, il obtient de nouvelles précisions sur son emploi du temps le 28 septembre 1986, jour du double meurtre. Francis Heaulme travaillait à l'époque dans une entreprise située à 400 mètres du lieu concerné. Il reconnaît avoir été sur place ce jour-là, à l'heure et à l'endroit précis des crimes, avoir vu les enfants, avoir reçu sur la tête des pierres jetées par ceux-ci, mais il nie être l'auteur du double meurtre. Sa présence constitue néanmoins un « fait nouveau de nature à faire naître un doute sur la culpabilité du condamné ».
Le conseiller rapporteur de la commission de révision publie deux rapports en dates du 30 juin 1998 et du 16 juillet 1998.
Le 21 juin 1999, la commission de révision des condamnations pénales, présidée par Henri-Claude Le Gall, constate que les éléments apportés étaient totalement inconnus du dossier de la cour d'assises des mineurs en 1989 et qu'ils ne peuvent que faire douter de la culpabilité de Patrick Dils. Elle accepte de soumettre son dossier à la chambre criminelle de la Cour de cassation siégeant en Cour de révision. Elle en déduit que de nouvelles investigations sont à ordonner et qu'il faut procéder à de nouvelles auditions des témoins déjà entendus en 1986 et 1989, en les confrontant aux déclarations de Francis Heaulme.
Pendant ce temps, Patrick Dils, qui a déjà purgé 12 ans de prison, reste toujours détenu. Mais son avocat estime alors que la Cour de révision peut ordonner à tout moment que l'exécution de la peine soit suspendue.
Le 26 juin 2006, le tueur en série Francis Heaulme est mis en examen pour « homicides volontaires » dans l'enquête sur le meurtre des deux enfants de Montigny-lès-Metz. Un non-lieu en faveur de Francis Heaulme est annoncé en avril 2007, l'ADN retrouvé sur le pantalon saisi à son domicile ne correspondant pas à celui trouvé sur les deux victimes de Montigny-lès-Metz.

#### Rôle de Henri Leclaire
En 2009, un dernier rebondissement survient dans l'affaire. En réexaminant le témoignage de Heaulme, initialement interprété comme un aveu indirect (quand Heaulme dit : « j'ai vu l'homme qui a fait le coup », les enquêteurs ont jugé qu'il s'agissait en réalité de lui-même), les enquêteurs réalisent que la description faite dans ce témoignage pourrait aussi correspondre à l'un des autres suspects ayant initialement avoué les faits. La justice ordonne alors un supplément d’information. En février 2012, l’enquête conduit à une confrontation entre Heaulme et Abgrall pour essayer de faire ressortir des éléments sur la possible culpabilité de Heaulme.
Henri Leclaire, premier suspect ayant avoué le meurtre des deux enfants avant de se rétracter, est de nouveau entendu par un juge d'instruction le 5 août 2014. Il est mis en examen pour meurtre à l'issue de l'audience. En mars 2015, une requête en annulation de cette mise en examen est rejetée. Il est mis hors de cause le 7 juillet 2016 par la chambre de l’instruction qui lui accorde un non-lieu, validé par la Cour de cassation le 10 janvier 2017.
Francis Heaulme est condamné le 17 mai 2017 à la réclusion criminelle à perpétuité pour le double meurtre de Cyril Beining et Alexandre Beckrich. La condamnation est confirmée en appel le 21 décembre 2018.
Le 17 juin 2020, Francis Heaulme est définitivement condamné à la réclusion à perpétuité pour ces faits, après rejet de son pourvoi en cassation.

### La requête en révision décisive
La requête en révision pour élément nouveau a été déposée par l'avocat Jean-Marc Florand devant la commission de révision des condamnations pénales de la Cour de cassation, afin de remettre en cause l'arrêt de la cour d'assises, devenu définitif.
Cette possibilité est ouverte par l'article 622 du Code de procédure pénale. Cet article dispose : « La révision d'une décision pénale définitive peut être demandée au bénéfice de toute personne reconnue coupable d'un crime ou d'un délit lorsque, après une condamnation, vient à se produire un fait nouveau ou à se révéler un élément inconnu de la juridiction au jour du procès de nature à établir l'innocence du condamné ou à faire naître un doute sur sa culpabilité. »
Il faut d'ailleurs noter que la requête en révision fait mention de cet article dans sa forme antérieure à la loi du 20 juin 2014.
Dans l'affaire de Patrick Dils, l'élément nouveau est la présence de Francis Heaulme, un des tueurs en série français, à Montigny-lès-Metz, sur les lieux du double meurtre, au jour et à l'heure où ces derniers ont été commis. Sa présence est prouvée par deux procès-verbaux : celui établi par le gendarme Abgrall et celui du rapporteur de la commission de révision qui confirme et complète le premier. Mis en examen dans cette affaire, Francis Heaulme est jugé en cour d'assises à Metz le 31 mars 2014, procès reporté au troisième jour en raison d'un nouveau suspect, Henri Leclaire.
Selon certains spécialistes ayant étudié son cas, Francis Heaulme aurait toujours refusé de reconnaître les crimes pour lequel il est suspecté de peur que s'éloigne de lui sa sœur, dernière personne de son entourage continuant à entretenir des relations avec lui.
Le 3 avril 2001, la Cour de révision annule la condamnation à la réclusion criminelle à perpétuité de Patrick Dils, mais refuse de le remettre en liberté en attendant un nouveau jugement. Le 20 juin 2001 s'ouvre un nouveau procès devant la cour d'assises des mineurs de la Marne. Patrick Dils est alors âgé de trente et un ans. Francis Heaulme y  comparaît comme simple témoin. Il refuse d'endosser la responsabilité du double meurtre, malgré les soupçons qui pèsent sur lui. Patrick Dils et lui se regardent longuement et Heaulme lui souhaite bonne chance avant de sortir. La cour le condamne à vingt-cinq ans de réclusion criminelle le 29 juin 2001, à la surprise générale. Les journalistes avaient déjà préparé leurs articles annonçant son acquittement, dès que l'avocat général avait fait part de son intime conviction : selon lui, Patrick Dils ne pouvait pas être le coupable. Il n'aurait pas eu le temps de commettre ces crimes. Patrick Dils fait alors appel.

### L'acquittement
Le 8 avril 2002 s'ouvre le troisième procès devant la cour d'assises des mineurs du Rhône. La loi permet désormais que le procès se tienne en public. La foule se presse au tribunal. En majorité, l'opinion publique est favorable à Patrick Dils, qui se présente sous une apparence nouvelle, sans lunettes fumées, recoiffé, détendu. Francis Heaulme est à nouveau entendu, avec des témoignages à charge pesant contre lui. Des témoins déclarent devant la cour d'assises de Lyon l'avoir aperçu couvert de sang le jour des faits, ce qu'il confirme lui-même à la barre, affirmant être tombé de vélo[réf. souhaitée]. Pour la première fois, Patrick Dils parle des tourments endurés en prison : il a été battu, bafoué, et même violé. Il revient sur ses aveux, très circonstanciés, ayant fait office de preuves. On ignore encore pourquoi il s'est d'abord accusé lui-même au début de l'affaire. Des preuves démontrant qu'il n'a pas eu le temps de commettre ces crimes sont produites par la gendarmerie : les enfants seraient morts vers 17 h alors que Patrick Dils n'est rentré chez lui que vers 18 h 45. Le 23 avril 2002, l'avocat général se livre à l'analyse du dossier, en près de trois heures, expliquant ce pourquoi tout lui paraît douteux. Le jury délibère et Patrick Dils est acquitté le 24 avril 2002. Il sort de prison le soir même à 22 h 10. Des gardes du corps rémunérés par TF1, à qui son avocat  avait accordé l'exclusivité[réf. souhaitée], entourent la famille Dils, empêchant les journalistes de les approcher. Finalement, Patrick Dils peut s'exprimer devant les médias et faire part de son bonheur de retrouver enfin la liberté.
De leur côté, les proches des victimes sont déçus qu'on libère celui qu'ils avaient aussi tenu pour le meurtrier. Ginette Beckrich, grand-mère du petit Alexandre, est restée convaincue de la culpabilité de Patrick Dils. Quelques journalistes, avocats et magistrats également.

### Après l'acquittement
Patrick Dils quitte Montigny-lès-Metz et décroche un emploi dans une usine de fabrication de casseroles dans le Doubs. Puis il s'installe à Bordeaux, où il sert comme saisonnier dans la restauration. Il est marié et a deux filles, nées en 2012 et en 2015.

## L'indemnisation
Bien qu'il soit difficile et même impossible d'indemniser la réprobation, l'atteinte à son honneur, sa privation de liberté, l'arrêt brutal de sa scolarité, l'arrachement à l'affection de sa famille et les violences subies en prison, l'avocat Jean-Marc Florand chiffra à plus de 10 millions de francs son préjudice.
Patrick Dils reçut finalement un million d’euros (700 000 euros au titre de l’indemnisation de l’État pour son préjudice personnel, ainsi que l'indemnisation de ses proches et de ses frais de justice). Et il toucha aussi, grâce aux négociations de son avocat, une forte somme d'argent (d'un montant jamais révélé) pour avoir accordé, le jour de sa libération, l'exclusivité de ses déclarations publiques à TF1. Patrick Dils devait toutefois déclarer : « J’aurais préféré ne pas toucher un centime et ne pas avoir vécu toutes ces galères. Ce n’est pas un pactole comme on en décroche au Loto. Ce que j’ai vécu ne se chiffre pas. ». Il ajoute : « Je peux avoir des coups de blues, notamment quand je pense à toutes ces années que l'on m'a volées. J'ai été incarcéré entre 16 et 32 ans ; cette partie-là, on ne me la rendra jamais. On ne reconstitue pas une cigarette qui s'est consumée. »

## Divers
Patrick Dils a publié en 2002 un livre autobiographique, Je voulais juste rentrer chez moi (ISBN 2290334154).
Beaucoup de chanteurs, notamment des rappeurs engagés, ont commenté cette affaire en prenant la défense de Patrick Dils, parfois en dénonçant le système judiciaire.
Le chanteur Garou dédie la chanson L'Injustice de son album de 2006 à Patrick Dils. Celui-ci fait une apparition dans le clip.
Patrick Dils a également enregistré une chanson évoquant son histoire : Le Condamné à tort, dont le texte a été écrit par Cédric Goueytes à la suite de la lecture de son livre autobiographique : Je voulais juste rentrer chez moi. La musique est signée Cédric Lemire.
Le rappeur marseillais Soprano, du groupe Psy 4 De La Rime, interprète une chanson sur la police dont le titre est Justicier. À l'entame de son couplet, on peut l'entendre chanter : « Quand je pense à Omar Raddad et Patrick Dils, je me dis que la Justice est une balance qui trouve rarement son équilibre ».
Le rappeur Kery James a aussi fait une allusion à Patrick Dils dans sa chanson Paro sur l'album Réel et dans sa chanson Hardcore 2005 sur l'album Ma vérité.
Le rappeur Sinik fait allusion à Patrick Dils dans sa chanson Dans le vif. On l'entend dire : « va dire à la critique que je préfère ma vie à celle de Patrick Dils ».
Le rappeur Kaaris fait allusion à Patrick Dils dans sa chanson El Chapo. On l'entend dire : « Jugé à la gueule comme Patrick Dils » (2015).
Le rappeur Ben PLG fait allusion à Patrick Dils dans sa chanson Les Tiktoks de Bardella. On l'entend dire : "J'ai fumé la zaza, j'ai pas pris d'pills, fuck un Norman, fuck un Patrick Dils". Ce après quoi il s'excusera en story sur Intagram le 21 janvier 2025 en expliquant s'être trompé "Je voulais m'excuser pour la phrase sur Patrick Dils dans le son pour High & Fines herbes, j'étais resté sur l'affaire de quand j'étais petit j'avais pas vu qu'il avait été innocenté. Toutes mes excuses Patrick." Depuis les paroles ont été changées en "Fuck un Norman, S.O. Patrick Dils".

## Publications
- Patrick Dils, Il ne me manque qu'une chose, Paris, éditions Michel Lafon, 2017  (ISBN 978-2-74993-299-6)
- Patrick Dils, Je voulais juste rentrer chez moi, Paris, éditions Michel Lafon, 2002  (ISBN 978-2-84098-870-0) (poche : J'ai lu, 2003  (ISBN 978-2-290-33415-7))

## Documentaires télévisés
- « Patrick Dils, marathon pour un acquittement » le 7 août 2003 dans Faites entrer l'accusé présenté par Christophe Hondelatte sur France 2.
- « Patrick Dils, faux coupable » le 14 octobre 2009 dans Enquêtes criminelles : le magazine des faits divers sur W9.
- « Affaire Patrick Dils » le 14 mars 2010 dans Affaires criminelles sur NT1.
- « Accusé à tort, faut-il avoir peur de la Justice ? » le 24 janvier 2018 dans un débat sur France 2.
- « Affaire Patrick Dils, l'adolescent et le tueur en série » le 17 septembre 2022 dans Au bout de l'enquête, la fin du crime parfait ? sur France 2.

## Téléfilm
- Je voulais juste rentrer chez moi est un téléfilm réalisé par Yves Rénier, selon un scénario de Jean-Luc Estèbe et d'après l'autobiographie de Patrick Dils. Diffusé pour la première fois en Belgique le 4 mai 2017 sur La Une, puis en France le 24 janvier 2018, il est rediffusé le 22 février 2021 sur France 2. Basé sur des faits réels, il raconte l'histoire de l'erreur judiciaire dont a été victime Patrick Dils, condamné en 1989 pour le double meurtre de Montigny-lès-Metz, en 1986, et innocenté en 2002. Thomas Mustin incarne Patrick Dils ; ses parents sont interprétés par Mathilde Seigner et Jean-Claude Leguay.